# Comuna Tîșkivka, Dobrovelîcikivka
Tîșkivka (în ucraineană Тишківка) este o comună în raionul Dobrovelîcikivka, regiunea Kirovohrad, Ucraina, formată din satele Andriivka, Bohdanivka și Tîșkivka (reședința).

## Demografie
Componența lingvistică a comunei Tîșkivka
     Ucraineană (96,39%)
     Rusă (2,36%)
     Alte limbi (0,91%)
Conform recensământului din 2001, majoritatea populației comunei Tîșkivka era vorbitoare de ucraineană (96,39%), existând în minoritate și vorbitori de rusă (2,36%).